# Ángeles sin paraíso
Ángeles sin paraíso (lit. Anjos sem Paraíso) é uma telenovela produzida por Pedro Damián para a Televisa e exibida pelo Canal de las Estrellas de 9 de novembro de 1992 à 29 de janeiro de 1993. A história é original de Lorena Salazar e Eduardo Quiroga e dirigida por Juan Carlos Muñoz e Manuel Ruiz Esparza.
A trama foi protagonizada por Anahí e Felipe Colombo, com atuações estrelares de Serrana e Evita Muñoz e antagonizada por Patricia Bernal.

## Enredo
Aurora Sombria é uma mulher amargurada e malvada quem depois de assassinar a seu irmão milionário deve criar a seus sobrinhos Claudia e Andrés quem têm sido separados de sua mãe Martha pela própria Aurora. Ela mantém aos meninos encerrados todo o dia e desfruta de lhes fazer dano e maltratá-los. Os irmãos devem cuidar-se um ao outro e tratar de ser valentes, pois sua malvada tia os atormenta com histórias de bruxas e espantos que rondam a escura e imensa mansão onde vivem, na que não conhecem de jogos nem televisão pelo que devem se conformar com as poucas horas que sua tia os deixa sair ao jardim.
Claudia é uma menina inteligente e audaz, que a maioria das vezes defende ao pequeno Andrés de sua tia já que ele é algo tímido e miedoso. Apesar da solidão destes meninos, nunca estão do todo sozinhos pois conseguem se fazer amigos da servidão quem se convertem em cúmplices de jogos e travesuras dos meninos.
Os serventes cansados do maltrato de Aurora para os meninos, ajudam-los a escapar da casa para que possam encontrar a sua mãe e se libertem para sempre da maldade de sua tia, e ainda que ao princípio ela parece feliz de livrar de seus sobrinhos, se dá conta de que isto a prejudica demasiado já que sem eles não poderá ter o controle de a fortuna de seu falecido irmão, que realmente pertence a sua esposa. Martha vai à casa a procurar a seus filhos e Aurora mente-lhe fazendo-lhe achar que os meninos têm morrido mostrando-lhe seus túmulos no cemitério, no entanto Morrongo, um trabalhador humilde de fantoches da rua que tem refugiado aos meninos de Aurora, lhe desmente tudo. Aurora, depois de inteirar-se de que Martha tem descoberto seus planos, a sequestra e ameaça aos meninos com assassiná-la se não declaram a seu favor em frente ao notário para que possa tomar posse da fortuna.
Depois os meninos perdem-se no campo e na noite fazem uma avó de trapo para que os abrigue e magicamente esta cobra vida e se faz chamar Mamãe Chonita, quem desde esse momento se converte em sua protetora.
Ao final Martha consegue libertar-se de sua cunhada com a ajuda de Morrongo que vai à casa a resgatá-la e chega a tempo a notá-la-ia junto com os serventes e eles testemunham a seu favor, conseguindo vencer à malvada Aurora. Pouco depois, Aurora sequestra aos meninos e provoca um incêndio na mansão para matá-los, mas Morrongo resgata-os do fogo e a malvada Aurora morre ao cair das escadas. 
Finalmente Claudia e Andrés iniciam uma nova vida junto a sua mãe Martha.

## Elenco
- Anahí - Claudia Cifuentes
- Felipe Colombo - Andrés Cifuentes
- Patricia Bernal - Aurora Sombría
- Evita Muñoz "Chachita" - "Mamá Chonita"
- Serrana - Martha Galicia de Cifuentes
- Fernando Balzaretti - Morrongo
- Eduardo Cassab - Mustieles
- Luis de Icaza - Juan
- Josefina Echánove - Lucía
- Carmelita González - Amalia
- Raquel Pankowsky - Brígida
- Gonzalo Sánchez - Matías
- Fabiola Falcón - Filomena
- Darío T. Pie - Urbano
- Manuel Landeta - Abelardo Cifuentes
- Beatriz Moreno - Antonia "Toña" Ortíz
- Amparito Arozamena - Martina
- Abraham Stavans - Dr. Gálvez
- Diego Luna - Moisés
- Jorge Poza -  Fabiolino "Chato" Herrera
- Irving Montaño - Sófocles
- Salvador Garcini - Zorro
- Juan Carlos Mendoza - Pedro
- Angélica Vale
- Jesús Ochoa
- Mónika Sánchez - Andrea
- Marcial Salinas
- Bárbara Eibenshutz
- Paco Sañudo
- Alejandra León
- Tamara Shanath
- Ignacio Retes
- Antonio Astudillo
- Bodokito
- Mauricio Bravo
- Anita Peña
- Lorena Poucel
- Michelle Renault
- Cinthia Torres
- Héctor Ávila
- Víctor Barreto
- Andrea Muñoz
- José Arévalo
- Isabel Cortázar
- Carlos González
- Raúl Barrón
- Javier Zaragoza
- Jesús Vargas
- Yoshiki Takiguchi
- Daniel Habif
- Abraham Pons
- Monserrat Castro
- Eugenio Polgosvky
- Hernán Mendoza
- Rodolfo Vélez
- René Campero
- Jair Román

## Exibição
Foi exibida pelo canal TLNovelas entre 21 de agosto a 10 de novembro de 2000.

## Equipe de produção
- Script - Lorena Salazar e Eduardo Quiroga.
- Edição Literária - Glória Lozano.
- Tema de Abertura - “Àngeles sin paraíso”.
- Autor - Luis Ignacio Guzmán Z.
- Fotografia - Manuel Ruiz Esparza.
- Musicalização - Ignacio Pérez.
- Produção Musical - Luis Ignacio Guzmán e David Rojo Huezo.
- Chefe de Produção em Locação - Sonia Pérez Ortíz.
- Edição - J.R. Navarro.
- Ambientação - Eneida Rojas.
- Cenografia - Mirsa Paz Gamero.
- Gerente de Produção - Xuitlaltzin Vázquez.
- Direção de Câmaras - Manuel Ruiz Esparza.
- Coordenador de Produção - Luis Luisillo Miguel.
- Direção de Cena - Juan Carlos Muñoz.
- Produtor - Pedro Damián.

## Prêmios e indicações

### Prêmio TVyNovelas 1993
| Categoria              | Indicado(a)            | Resultado |
| ---------------------- | ---------------------- | --------- |
| Melhor atriz principal | Evita Muñoz "Chachita" | Indicada  |